# Wikipedia tiếng Croatia
Wikipedia tiếng Croatia (tiếng Croatia: Wikipedija na hrvatskom jeziku) là phiên bản tiếng Croatia của Wikipedia. Phiên bản này có 226.754 bài viết đến năm 2025.
Phiên bản này của Wikipedia đã chịu nhiều tai tiếng lớn từ năm 2013 đến năm 2021, đặc biệt là trong nước Croatia, khi một trong những bảo quản viên của nó tên là Kubura đã có liên quan đến vụ phát tán, tuyên truyền những quan điểm chính trị cực hữu, đặc biệt là tuyên truyền bài xích cộng đồng LGBT và cộng đồng người Serbia thiểu số ở Croatia bằng cách bao che và phủ nhận tội ác của chế độ phát xít Ustashe, đặc biệt là trong trại tập trung Jasenovac. Sau đó, vào năm 2021, bảo quản viên này, cùng với hơn tám mươi tài khoản con rối của mình cũng như những thành viên và bảo quản viên khác có liên quan, đã bị cấm chỉ (đối với chính Kubura cũng như một số thành viên khác có liên quan là cấm chỉ toàn cục) hoặc bị rút cờ.